# God Bless America
God Bless America – amerykańska pieśń patriotyczna, niekiedy uważana za nieoficjalny hymn państwowy Stanów Zjednoczonych. 
Pierwotna wersja utworu „God Bless America” została napisana latem 1918 roku przez żydowskiego emigranta z Rosji, Irvinga Berlina, który stworzył ją z myślą o rewii rozrywkowej. Dwadzieścia lat później, w obliczu narastającego zagrożenia wojną w Europie, Berlin postanowił napisać pieśń „pokojową” i dostosować poprzednią, radosną wersję kawałka do ówczesnych okoliczności. Pieśń została po raz pierwszy wykonana w audycji radiowej przez śpiewaczkę Kate Smith i stała się natychmiastowym hitem. Berlin otworzył specjalną fundację, która przekazywała wszystkie dochody ze sprzedaży singla organizacjom harcerskim w Stanach Zjednoczonych.
Po zamachu na World Trade Center i Pentagon 11 września 2001 roku w Kanadzie odbył się specjalny koncert charytatywny America: A Tribute to Heroes, podczas którego swoją wersję utworu zaśpiewała Céline Dion.